# James Collett

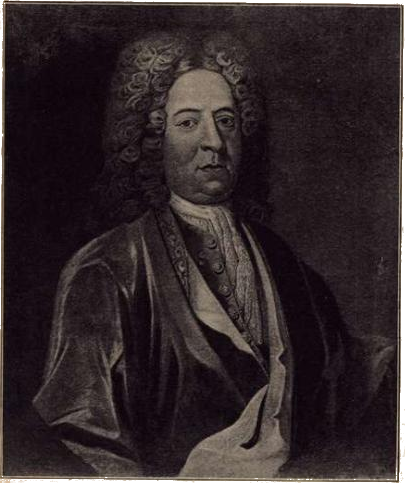
James Collett

James Collett, född 18 augusti 1655 i London, död 29 maj 1727 i Kristiania (nuvarande Oslo), var en brittisk-norsk köpman och stamfar till släkten Collett i Norge, med grenar i Danmark och Sverige.
James Colletts föräldrar och uppväxtförhållanden är inte kända. Han använde sig av den brittiska släkten Colletts vapen, men hans relation till den brittiska släkten är oklar. Han flyttade till Kristiania i Norge 1863 och öppnade där en handelsfirma i trä.  
År 1683 reste han från London till sin affärsförbindelse i Kristiania Peder Nielsen Leuck och blev då vän med sonen Morten Leuck och dottern Karen Leuch (1666–1745). Han gifte sig med Karen 1686 och bosatte sig permanent i Norge.  Han arbetade i Kristiania för engelska köpmän som bedrev trähandel med Østlandet och bedrev även handel med Storbritannien för egen räkning, Han blev borgare i Kristiania 1703. Han var då Oslos största träexportör och en av stadens rikaste män och fick titeln kommerseråd. 
Med äktenskapet mellan James Colletts och Karen Leuch inleddes ett långvarigt samarbete mellan släkterna Collett och Leuch, vilket upprätthölls under hela 1700-talet. James Colletts son Peter Collett blev kompanjon till Peder Leuch och grundade firman Collett & Leuch, som så småningom övertogs av dessas söner. Sonsonen, Kristianiaköpmannen James Collett (1728–1794) gifte sig med Karen Leuch (1733–94). 
James Collett köpte 1703 en fastighet i hörnet Kirkegaten/Tollbugaten i Kristiania, Collettgården.